# Asota clavata
Asota clavata là một loài bướm đêm trong họ Erebidae.